# World Surf League 2022
Die World Surf League 2022 begann mit dem Event an der Banzai Pipeline in Pūpūkea (Hawaii) am 29. Januar 2022 und endete am 16. September 2022 mit den Rip Curl WSL Finals in San Clemente (USA) enden.

## Wertungen
| Rang | Name              | Land               | Punkte |
| ---- | ----------------- | ------------------ | ------ |
| 01   | Filipe Toledo     | Brasilien          | 54.690 |
| 02   | Italo Ferreira    | Brasilien          | 40.460 |
| 03   | Jack Robinson     | Australien         | 51.345 |
| 04   | Ethan Ewing       | Australien         | 44.290 |
| 05   | Kanoa Igarashi    | Japan              | 40.270 |
| 06   | Miguel Pupo       | Brasilien          | 40.185 |
| 07   | Griffin Colapinto | Vereinigte Staaten | 40.120 |
| 08   | Caio Ibelli       | Brasilien          | 34.195 |
| 09   | Connor O’Leary    | Australien         | 33.505 |
| 10   | Samuel Pupo       | Brasilien          | 33.230 |
| 10   | Callum Robson     | Australien         | 33.230 |

| Rang | Name                | Land               | Punkte |
| ---- | ------------------- | ------------------ | ------ |
| 01   | Stephanie Gilmore   | Australien         | 46.370 |
| 02   | Carissa Moore       | Hawaii             | 57.670 |
| 03   | Johanne Defay       | Frankreich         | 50.220 |
| 04   | Tatiana Weston-Webb | Brasilien          | 48.695 |
| 05   | Brisa Hennessy      | Costa Rica         | 48.085 |
| 06   | Lakey Peterson      | Vereinigte Staaten | 43.750 |
| 07   | Courtney Conlogue   | Vereinigte Staaten | 42.100 |
| 08   | Tyler Wright        | Australien         | 39.070 |
| 09   | Gabriela Bryan      | Hawaii             | 37.765 |
| 10   | Isabella Nichols    | Australien         | 37.285 |

## Podestplatzierungen Männer
| Datum                   | Ort            | 1. Platz          | 2. Platz           | 3. Platz                          |
| ----------------------- | -------------- | ----------------- | ------------------ | --------------------------------- |
| 29.01.2022 – 10.02.2022 | Pūpūkea        | Kelly Slater      | Seth Moniz         | Caio Ibelli Miguel Pupo           |
| 11.02.2022 – 23.02.2022 | Pūpūkea        | Barron Mamiya     | Kanoa Igarashi     | Ethan Ewing Caio Ibelli           |
| 03.03.2022 – 13.03.2022 | Peniche        | Griffin Colapinto | Filipe Toledo      | Italo Ferreira John John Florence |
| 10.04.2022 – 20.04.2022 | Bells Beach    | Filipe Toledo     | Callum Robson      | Ethan Ewing Jack Robinson         |
| 24.04.2022 – 04.05.2022 | Margaret River | Jack Robinson     | John John Florence | Ethan Ewing Matthew McGillivray   |
| 28.05.2022 – 06.06.2022 | G-Land         | Jack Robinson     | Filipe Toledo      | Gabriel Medina Connor O’Leary     |
| 12.06.2022 – 20.06.2022 | La Libertad    | Griffin Colapinto | Filipe Toledo      | Italo Ferreira Gabriel Medina     |
| 23.06.2022 – 30.06.2022 | Saquarema      | Filipe Toledo     | Samuel Pupo        | Yago Dora Italo Ferreira          |
| 12.07.2022 – 21.07.2022 | Jeffreys Bay   | Ethan Ewing       | Jack Robinson      | Yago Dora Kanoa Igarashi          |
| 11.08.2022 – 21.08.2022 | Teahupoo       | Miguel Pupo       | Kauli Vaast        | Caio Ibelli Kelly Slater          |
| 08.09.2022 – 16.09.2022 | San Clemente   | Filipe Toledo     | Italo Ferreira     | Jack Robinson                     |

## Podestplatzierungen Frauen
| Datum                   | Ort            | 1. Platz            | 2. Platz       | 3. Platz                               |
| ----------------------- | -------------- | ------------------- | -------------- | -------------------------------------- |
| 29.01.2022 – 10.02.2022 | Pūpūkea        | Moana Jones Wong    | Carissa Moore  | Lakey Peterson Tyler Wright            |
| 11.02.2022 – 23.02.2022 | Pūpūkea        | Brisa Hennessy      | Malia Manuel   | Gabriela Bryan Bettylou Sakura Johnson |
| 03.03.2022 – 13.03.2022 | Peniche        | Tatiana Weston-Webb | Lakey Peterson | Stephanie Gilmore Carissa Moore        |
| 10.04.2022 – 20.04.2022 | Bells Beach    | Tyler Wright        | Carissa Moore  | Courtney Conlogue Brisa Hennessy       |
| 24.04.2022 – 04.05.2022 | Margaret River | Isabella Nichols    | Gabriela Bryan | Courtney Conlogue Bronte Macaulay      |
| 28.05.2022 – 06.06.2022 | G-Land         | Johanne Defay       | Carissa Moore  | Bronte Macaulay Tatiana Weston-Webb    |
| 12.06.2022 – 20.06.2022 | La Libertad    | Stephanie Gilmore   | Lakey Peterson | Johanne Defay Caroline Marks           |
| 23.06.2022 – 30.06.2022 | Saquarema      | Carissa Moore       | Johanne Defay  | Gabriela Bryan Tatiana Weston-Webb     |
| 12.07.2022 – 21.07.2022 | Jeffreys Bay   | Tatiana Weston-Webb | Tyler Wright   | Stephanie Gilmore Carissa Moore        |
| 11.08.2022 – 21.08.2022 | Teahupoo       | Courtney Conlogue   | Brisa Hennessy | Vahine Fierro Tatiana Weston-Webb      |
| 08.09.2022 – 16.09.2022 | San Clemente   | Stephanie Gilmore   | Carissa Moore  | Johanne Defay                          |